# Delia radicum

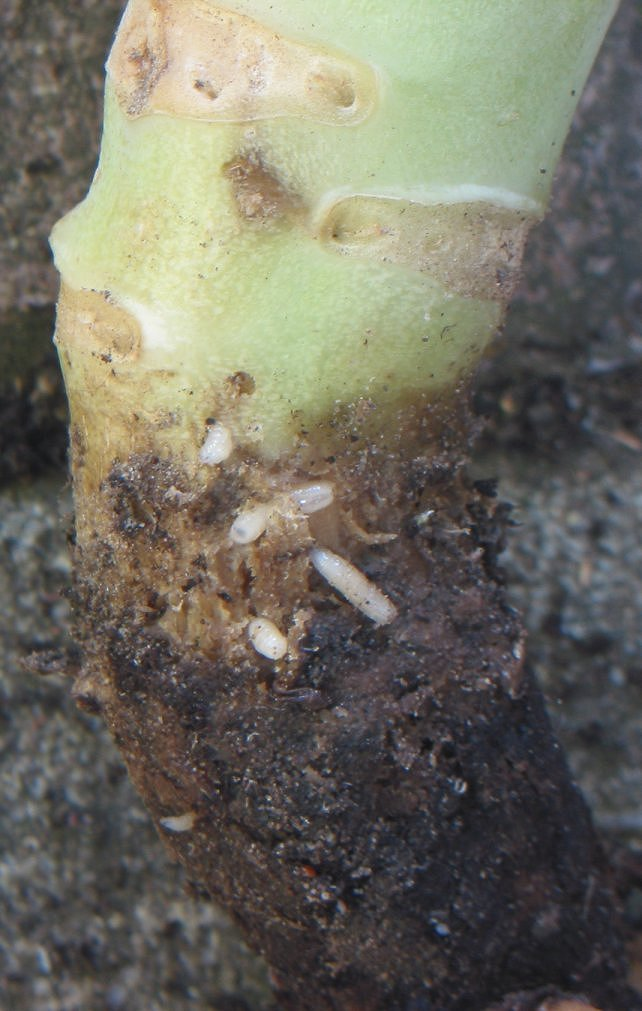
Larvas en un tallo de coliflor

Delia radicum, conocida como la mosca del repollo, mosca de la col, mosca de la raíz o mosca del nabo, es una mosca de la familia Anthomyiidae. Es una plaga de los cultivos. Las larvas de la mosca de la raíz de la col se conocen a veces como gusano de la col o gusano de la raíz. Las moscas adultas son de aproximadamente 1 cm de largo y son de color gris, pero por lo demás se asemejan a la mosca común de la casa.
Las moscas se pueden encontrar por toda Europa. Los adultos emergen en primavera, después de pasar el invierno como pupas en el suelo. Se alimentan de néctar y ponen huevos cerca de las plantas del género Brassica. Los huevos son blancos y miden aproximadamente 1 mm de diámetro. Las larvas son gusanos blancos que emergen en unos seis días y se alimentan durante unas tres semanas en las raíces y tallos de las plantas de col. Después de esto, las larvas alcanzan una longitud típica de 0,9 a 1 cm y forman pupas de color castaño rojizo que se transforman en moscas adultas en unos veinte días. Esta especie es univoltina (tiene una generación al año) en el norte de Europa y bi- o trivoltina en Europa central.

## Importancia económica
El primer signo de la presencia de las larvas es un retraso en el crecimiento de la planta acompañado por el marchitamiento de las hojas que desarrollan un tinte azulado. Las larvas se encuentran en el repollo, nabo, colza, rábano y otros cultivos crucíferos. A veces, se pueden encontrar trescientas larvas en una planta, dañando las partes internas de la raíz principal y alterando el transporte de agua y nutrientes al tallo y las hojas, causando la muerte de muchas plantas.